# Dictadura militar de l'Uruguai (1973-1985)
La dictadura militar de l'Uruguai (1973-1985) (Dictadura cívico-militar de 1973-1985 en castellà) comença amb el cop d'estat del 27 de juny de 1973. Després de la celebració d'un plebiscit l'any 1980, el règim militar va donar lloc a un sistema polític més obert, el qual va ser reinforçat amb les eleccions democràtiques de 1984.
Amb un pres polític per 450 habitants, hi va haver «6.000 detinguts» – algunes ONG parlen de 15.000 detinguts –, amb almenys 67 nens, dins d'un país de menys de 3 milions d'habitants, l'Uruguai va viure dins del seu règim polític, el qual va participar en la «guerra sucia» generalitzada a l'Amèrica del Sud, una de les pitjors repressions polítiques del món. Un total de setze morts (assassinats, morts en detenció i «suïcidis») i 172 persones desaparegudes (l'última el 1984) formen part del registre actual. La tortura, generalitzada, també es va aplicar a nens i dones embarassades. De la mateixa forma que a l'Argentina, hi va haver nadons robats dels presos polítics amb l'aprovació de les famílies de militars i policies (incloent-hi la neta del poeta argentí Juan Gelman).

## Antecedents

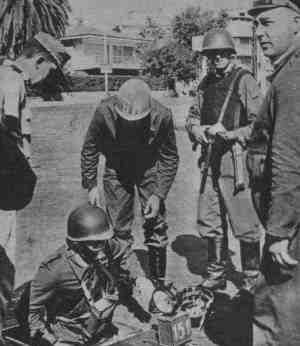
La policia uruguaiana a Montevideo contra els Tupamaros (anys 1960).

Cap a l'any 1955 va tenir lloc a l'Uruguai una crisi econòmica que va afectar també a les institucions polítiques. Durant la dècada de 1960 hi va haver un procés de deteriorament social i econòmic amb un notable augment de la conflictivitat, la qual va incloure la lluita armada mitjançant la guerra de guerrilles protagonitzada per grups extremistes, entre els quals es va destacar el Moviment d'Alliberament Nacional-Tupamaros. També van contribuir en l'increment de la conflictivitat i en el deteriorament institucional altres organitzacions com la Convenció Nacional de Treballadors i grups d'extrema dreta com l'esquadró de la mort i la Joventut Uruguaiana de Peu (JUP). Les Forces Armades van assumir un creixent protagonisme polític fins que finalment, amb el suport del llavors president constitucional, Juan María Bordaberry Arocena, van decidir donar un cop d'estat.
El 1972 les Forces Conjuntes (organisme que abastava les Forces Armades i la policia) van detenir els dirigents tupamaros Raúl Sendic, Eleuterio Fernández Huidobro, Mauricio Rosencof, José Mujica, Adolfo Wasem, Julio Marenales, Henry Engler, Jorge Manera i Jorge Zabalza pels delictes de sedició i d'altres, romanent empresonats des d'aquest moment fins a la finalització de la dictadura militar, és a dir, fins a l'any 1985. Van ser detinguts en gairebé total incomunicació i van patir constrenyiments físics i psicològics (comprovats posteriorment per organismes com la Creu Roja Internacional). També en condicions molt dures van estar detinguts i aïllats els diputats Jaime Pérez, Wladimir Turiansky, Gerardo Cuesta i José Luis Massera.

## El cop d'estat de 1973

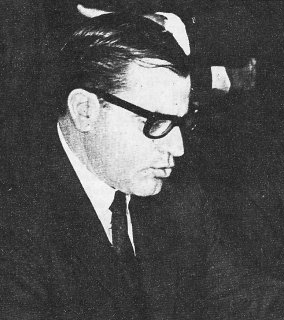
Elegit democràticament el 1971, Bordaberry va dissoldre les cambres el 1973, donant pas a la dictadura cívico-militar que s'estendria fins a l'any 1985.

El 27 de juny de 1973, el llavors president Juan María Bordaberry Arocena, amb el suport de les Forces Armades de l'Uruguai, va dissoldre les Cambres de Senadors i Representants i va crear un Consell d'Estat amb funcions legislatives, de control administratiu i amb encàrrec de "projectar una reforma constitucional que reafirmi els principis republicans-democràtics". També va restringir la llibertat de pensament i va donar poder a les Forces Armades i Policials per assegurar la prestació ininterrompuda dels serveis públics.
Al decret presidencial es podien trobar les següents justificacions del cop d'estat:
| « | […] la realitat politicoinstitucional del país demostra un gradual, encara que cert i greu, desconeixement de les normes constitucionals (...) és que l'acció delictiva de la conspiració contra la Pàtria, coalitzada amb la complaença de grups polítics sense sentit nacional és present a les pròpies institucions per així presentar-se encoberta com una activitat formalment legal. | » |

Així mateix establia la censura dels diferents mitjans de comunicació:
| « | […] la divulgació per la premsa oral, escrita o televisada de tot tipus d'informació, comentari o gravació que, directament o indirectament, esmenti o es refereixi al que disposa el decret atribuint propòsits dictatorials al Poder Executiu o pugui pertorbar la tranquil·litat i l'ordre públic. | » |

En resposta a aquests fets, en la mateixa matinada en què es va gestar el cop d'estat, el secretariat de la Convenció Nacional de Treballadors (CNT) (Convención Nacional de Trabajadores) va començar la vaga més llarga en la història del país, la qual va durar 15 dies.

## Dictadura
El 1975 Juan María Bordaberry va elaborar la seva nova concepció de la vida institucional. Al costat del secretari de la Presidència, Álvaro Pacheco Seré, va imaginar la creació d'un òrgan executiu que no hi hagués de ser elegit pel vot popular, idea que van posar en un memoràndum. El van anomenar provisionalment «Consell de la Nació» (Consejo de la Nación) i el van imaginar integrat per personalitats com ara expresidents de la República, membres de la Suprema Cort de Justícia, figures de gran rellevància nacional i a més els comandaments de les Forces Armades, les quals no podien ser excloses. Es plantejava prescindir de les eleccions per vot popular. Els futurs Consells de la Nació s'integrarien per «cooptació», és a dir, per elecció dels que componien el cos anterior. Uns consells triarien als altres sense límit de temps.
L'1 de juny de 1976, després de l'enviament de diversos memoràndums, Juan María Bordaberry va fer una extensa exposició davant les Forces Armades. En aquest discurs va condicionar la seva permanència en el càrrec a l'acceptació de les seves propostes. Aquestes n'eren:
- La presència dels militars en la conducció de la República, institucionalitzada mitjançant una reforma constitucional.
- La sobirania nacional seria exercida mitjançant plebiscits o, indirectament, pel Consell de la Nació, integrat pel President de la República i pels comandants en Cap de les Forces Armades.
- La prohibició de les idees i agrupacions marxistes.
- L'eliminació de la democràcia representativa.
- El President de la República seria elegit per a un període de cinc anys pel Consell de la Nació.

### Bordaberry i els militars
La proposta va desagradar a les Forces Armades, els integrants de les quals, criats en les tradicions republicanes, no havien pensat a treure els polítics de l'escena pública i encara menys eliminar l'acte democràtic. Els militars van discutir les bases de Juan María Bordaberry i les van rebutjar.
L'11 de juny de 1976 es va produir a la residència presidencial de l'avinguda Joaquín Suárez, a Montevideo, l'últim intent conciliatori, encara que ja les decisions estaven preses. La reunió va ser molt aspra. Ni els generals van acceptar el plantejament del president, ni aquest va acceptar signar diversos centenars de proscripcions d'homes vinculats a la política.
El gral. Eduardo Zubía va demanar la renúncia a Juan María Bordaberry, a la que aquest es va negar. L'endemà, la Junta d'oficials generals, sota la signatura del Comandant en Cap de l'Exèrcit Julio César Vador, va enviar una carta a Bordaberry advertint-li que li havien perdut la confiança i retirat el suport, donant compte del fet a qui feia de  vicepresident, Alberto Demicheli.
El 12 de juny Alberto Demicheli va assumir la presidència del país, i l'1 de setembre va ser substituït per Aparicio Méndez (exministre de Salut Pública), qui la va assumir per un període de cinc anys.

### El plebiscit de 1980
El 30 de novembre de 1980 la ciutadania va rebutjar mitjançant un plebiscit el projecte de reforma constitucional proposat pel règim de facto, donant començament a un lent procés d'obertura política.
L'1 de setembre de 1981 va assumir la presidència el general Gregorio Álvarez.
El novembre de 1982 es van celebrar eleccions primàries, però amb els principals líders històrics dels partits Nacional i Colorado proscrits, igual que tota l'esquerra. De tota manera, els resultats d'aquests comicis van ser un clar rebuig al règim dictatorial.
Un altre esdeveniment memorable va ser l'acte de l'Obelisc el 27 de novembre de 1983, en el qual l'actor Alberto Candeau va llegir una recordada proclama, "per un Uruguai sense exclusions".

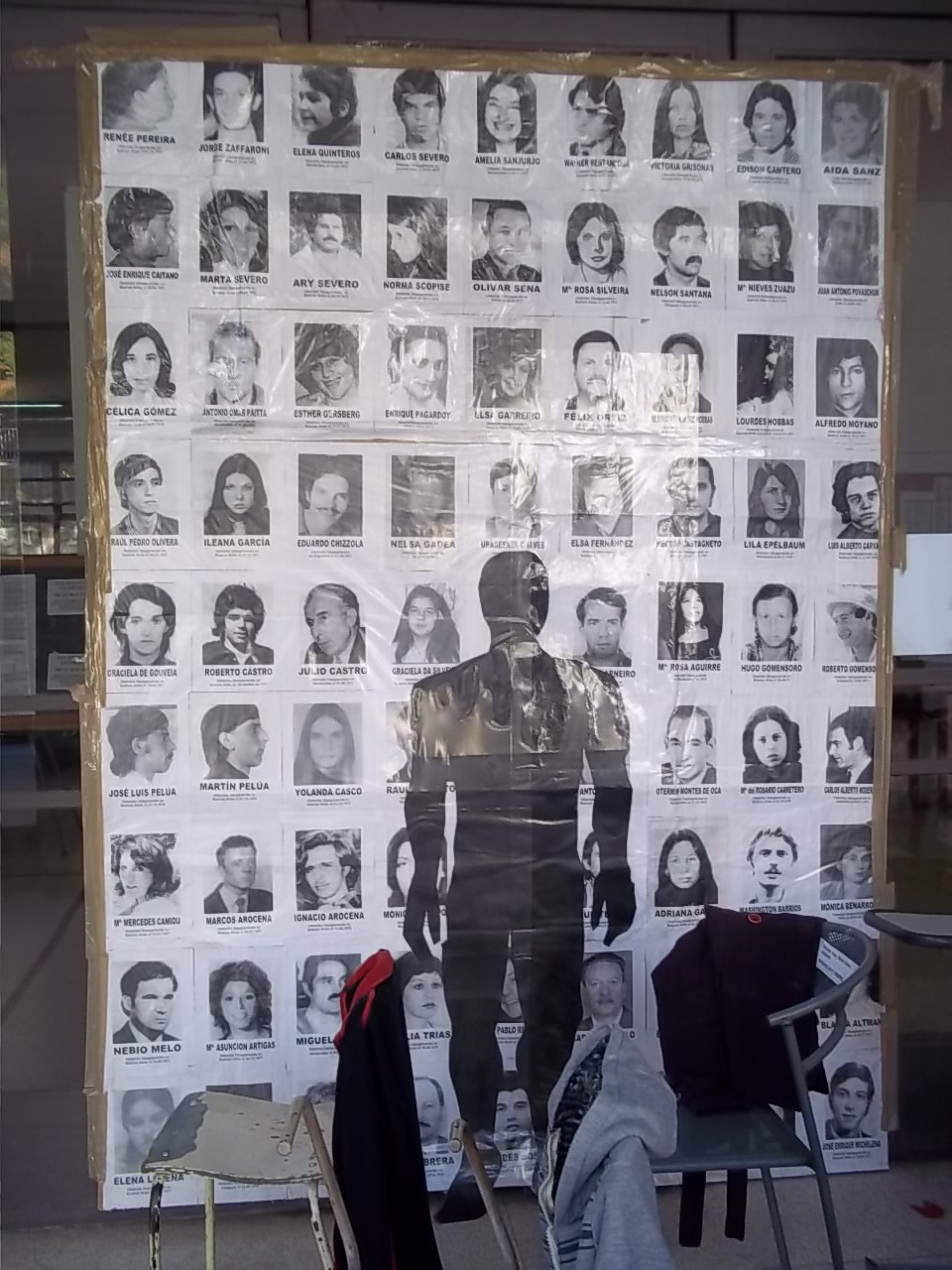
Homenatge als detinguts desapareguts

### Presos polítics i desapareguts
A les presons uruguaianes van morir prop d'un centenar de presoners polítics. D'acord amb l'informe final de la Comissió per a la Pau hi ha 174 detinguts desapareguts:
- 167 uruguaians adults
- 6 argentins desapareguts a l'Uruguai
- 1 fill de persones detingudes o presumptament desaparegudes

Segons el lloc de desaparició, els uruguaians adults desapareguts es desglossen:
- 28 a l'Uruguai
- 130 a l'Argentina
- 7 a Xile
- 2 al Paraguai

D'altra banda, una recerca històrica sobre la dictadura i el terrorisme d'Estat a l'Uruguai entre 1973 i 1985 duta a terme per la Universitat de la República (UdelaR), va establir 172 "detinguts - desapareguts".

## Pacte del Club Naval
El 1984 té lloc el «Pacte del Club Naval» acordat l'agost d'aquest any entre Gregorio Álvarez, el Front Ampli, el Partit Colorado i la Unió Cívica. Els representants del Partit Nacional es van retirar de les negociacions per no compartir el plantejament militar de realitzar les eleccions amb partits i persones proscriptes (entre elles, el líder Wilson Ferreira Aldunate).
Després dels comicis el 25 de novembre del mateix any, surt triomfant el Partit Colorado. El 12 de febrer de 1985 Álvarez deixa el comandament en mans del president de la Suprema Cort de Justícia en exercici, Rafael Addiego Bruno, i finalment l'1 de març de 1985 el govern va retornar als civils amb l'assumpció de Julio María Sanguinetti Coirolo (del Partit Colorado) com a president de la República.

## Democràcia
En assumir el nou parlament el febrer de 1985, es va aprovar ràpidament (es va promulgar el 8 de març amb el nombre 15.737) una llei d'indult als presos polítics empresonats a l'Uruguai, entre els quals hi havia persones que havien comès de fet o suborn, crims de sang. D'aquesta manera tots els presos polítics van ser alliberats. No obstant això, cal destacar que l'amnistia no va ser directa per als qui estaven condemnats per delictes d'homicidi. En aquests casos, se'ls va excarcerar provisionalment i es va disposar la revisió de les seves causes penals pels Tribunals d'Apel·lacions al Penal, pertanyents a la justícia comuna, (hi havien estat jutjats per tribunals militars dependents del Poder Executiu, en aplicació de la Llei 14.068 de juliol de 1972), als efectes de dictar una nova sentència. Es va establir que s'havia de computar per tres cada dia passat a la presó, als efectes de la nova pena, en atenció a les reconegudes condicions inhumanes de presó. Això, a més dels llargs anys de reclusió, va determinar que en cap cas es produís la volta a la presó dels que estaven en aquesta situació.

### Llei de caducitat

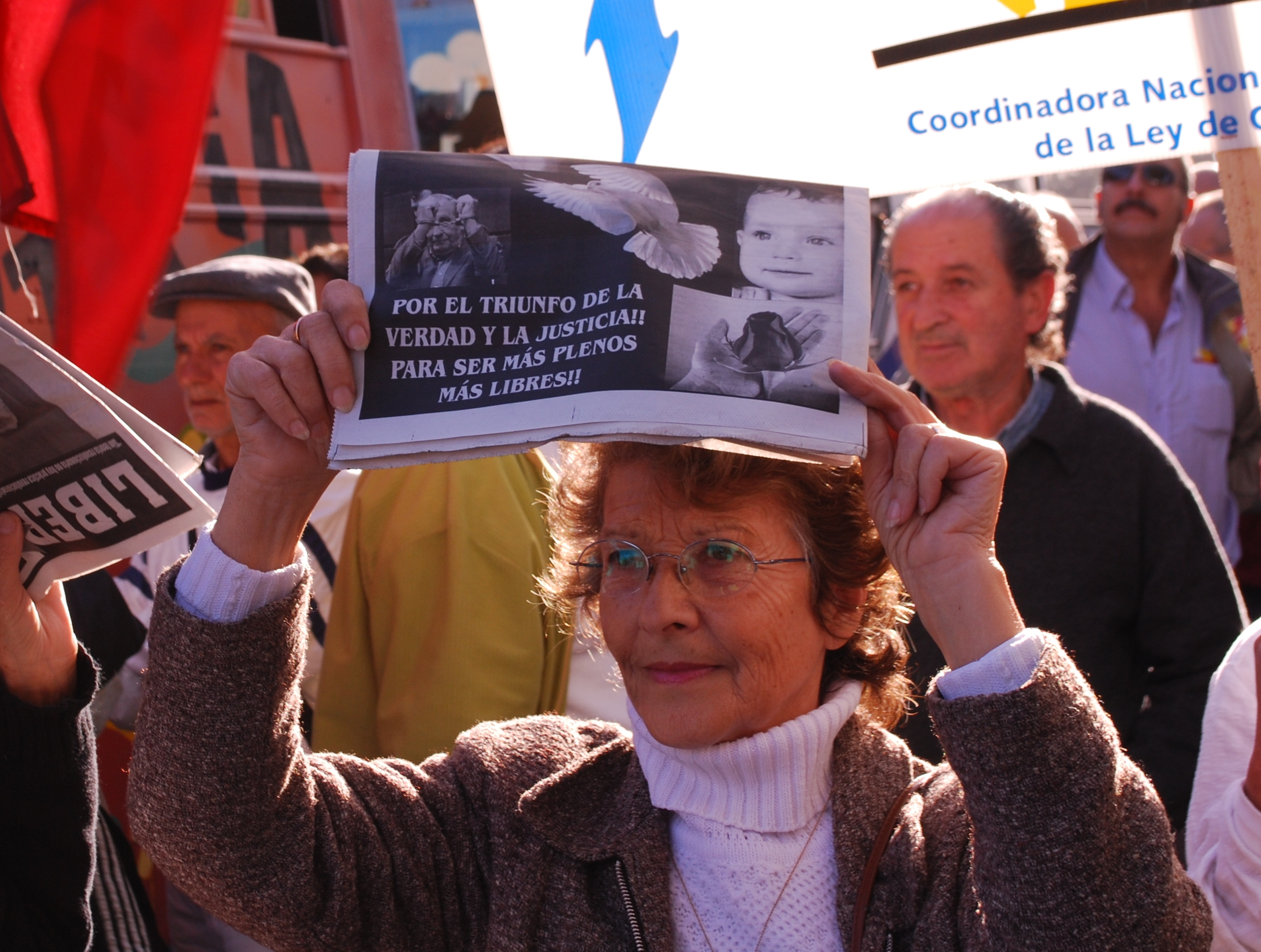
Una manifestant a favor de l'anul·lació de la «Llei de Caducitat».

El desembre de 1986 durant la presidència de Julio María Sanguinetti es va dictar la llei 15.848 de la Caducitat de la Pretensió Punitiva de l'Estat que consagra la impunitat dels delictes de violació dels drets humans i de terrorisme d'estat durant la dictadura (1973-1985).
Durant els anys següents es va dur a terme una campanya de recollida de signatures per derogar aquesta Llei de Caducitat de la Pretensió Punitiva de l'Estat (popularment coneguda com a "llei de caducitat"). El 16 d'abril de 1989, després que més d'un 25% de la ciutadania uruguaiana habilités amb la seva signatura el plebiscit per derogar aquesta llei, es va dur a terme el referèndum, amb un triomf de l'anomenat "vot groc" (pel color de la papereta) amb un marge de 57% contra 43% a favor del "vot verd". El triomf del "vot groc" va significar no derogar la llei de caducitat.
Els governs subsegüents es van resistir a fer res en matèria de judicis a violadors de drets humans. No obstant això, Jorge Batlle va instal·lar l'any 2000 la Comissió per a la Pau, la qual va iniciar finalment moltes investigacions llargament postergades, i va aconseguir trobar desapareguts. Paral·lelament, el 2002 va ser jutjat l'ex canceller Juan Carlos Blanco Estradé. Més endavant, durant el govern de Tabaré Vázquez, van ser jutjats molts militars, a banda de l'exdictador Bordaberry.
Un moviment per l'anul·lació de la Llei de Caducitat es va posar en marxa durant la presidència de Tabaré Vázquez, l'octubre de 2009, coincidint amb les  eleccions presidencials i parlamentàries, es va sotmetre a plebiscit, per estret marge, novament la vigència de la Llei de Caducitat va ser confirmada a les urnes.